# Rowland Biffen
Sir Rowland Henry Biffen (Cheltenham, 28 mei 1874 – Cambridge, 12 juli 1949) was een Engels botanicus, geneticus en mycoloog.
Biffen werd in 1908 de eerste hoogleraar landbouwkundige plantkunde op de Universiteit van Cambridge. Hij was tevens de eerste directeur van het Plant Breeding Institute van het wetenschappelijk onderzoeksbureau John Innes Centre en een vroege voorstander van het gebruik van genetica om gewassen te verbeteren. In het begin van zijn carrière reisde Biffen naar Amerika om rubber te bestuderen, maar zijn belangrijkste onderzoeksobject was tarwe. Hij ontwikkelde een ras genaamd Yeomen tarwe. In 1920 kreeg Biffen de Darwin Medal uitgereikt.
- International Standard Name Identifier: 0000 0003 9604 7905
- Nederlandse Thesaurus van Auteursnamen: 071807748
- Virtual International Authority File: 290924917
- WorldCat: E39PBJcBTJJb6VKmxHDFjkf8YP

1. ↑  https://docs.google.com/spreadsheets/d/1dsunM9ukGLgaW3HdG9cvJ_QKd7pWjGI0qi_fCb1ROD4/pubhtml?gid=216486814&single=true.